# Богдановка (Солонянский район)
Богдановка (укр. Богданівка; до 2016 года — Ленинское, укр. Ленінське) — село в Сурско-Михайловском сельском совете Солонянского района Днепропетровской области Украины.
Код КОАТУУ — 1225087302. Население по переписи 2001 года составляло 151 человек .

## Географическое положение
Село Богдановка находится на левом берегу реки Мокрая Сура, выше по течению на расстоянии в 2,5 км расположено село Сурско-Михайловка, ниже по течению на расстоянии в 3 км расположено село Зелёный Гай (Днепровский район). Река в этом месте извилистая, образует лиманы, старицы и заболоченные озёра.
Рядом проходит железная дорога, станция Платформа 238 км в 1-м км.